# اتوفلاتیو

مردی در حال اتوفلاتیو

اتوفلاتیو (به انگلیسی: Autofellatio) به عملی گفته می‌شود که مرد آلت خودش را در دهانش گذاشته و آن را می‌مکد. این عمل نوعی خودارضایی است.